# 大久保忠寛 (深徳院弟)
大久保 忠寛（おおくぼ ただひろ、元禄7年（1694年） - 享保2年10月2日（1717年10月24日））は、江戸時代の旗本。紀州藩士大久保忠直の長男で、徳川吉宗の側室お須磨（深徳院、徳川家重生母）の弟。母は紀州藩士内藤幸右衛門守政の娘。通称、八郎五郎。娘に笹本喜福の妻。喜福の子の大久保忠省（ただみ）を養子とした（のちに実家の笹本に復する）。
紀州藩に仕え、享保元年（1716年）徳川吉宗が将軍に就任するとその小姓となり、旗本として下野国都賀、河内両郡において700石を給う。しかし、翌年24歳で没する。法名は日性。墓所は牛込・仏性寺。その後は、弟の往忠が継ぎ、姉・お須磨の縁により5000石の大身旗本となった。